# Kwere

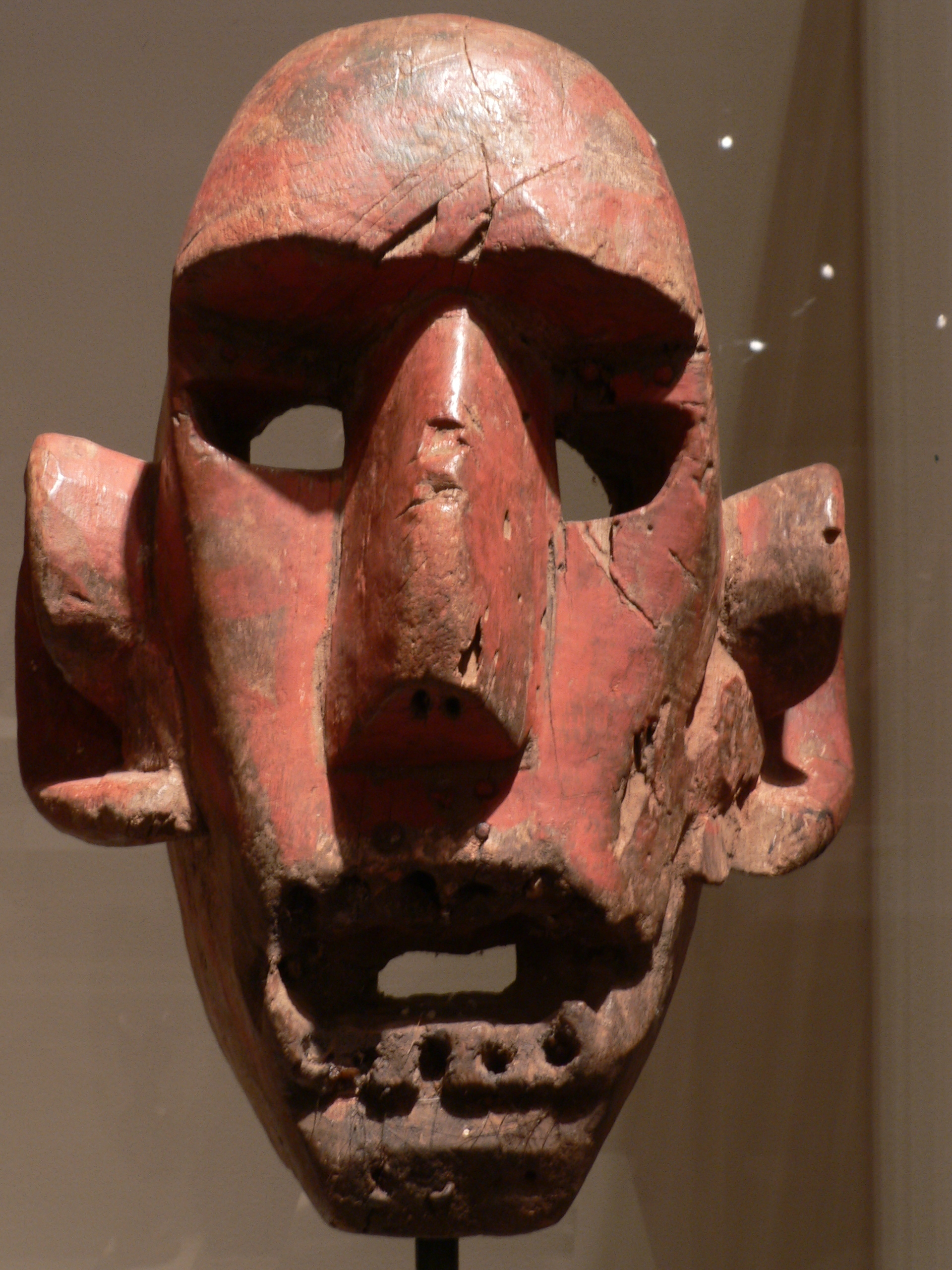
Màscara Kwere

Els Kwere (o WaKwere) són un poble de l'Àfrica Austral, present a les regions costaneres de la Tanzània oriental, especialment en el districte de Bagamoyo de la regió de Pwani. Parlen la llengua kwere (també anomenada kikwere), una llengua bantu que ellos mateixos anomenen nghwele, i s'estima que la seva població és de 196,000 persones. Viuen en petits pobles rurals en àrees protegides pel govern de Tanzania.
Es dediquen sobretot a l'agricultura (arròs, blat de moro, sorgo bicolor, sàsam, cotó...) i a la pesca. Són coneguts per la seva tradició artística d'escultures de fusta. És una societat matrilineal, coneguda per la confecció de petites estatuetes de la fecunditat, anomenades mwana hiti, que es regalen a les noies joves en el moment de la seva iniciació a la vida adulta.